# Saint Vincent en de Grenadines op de Olympische Zomerspelen 2024
Saint Vincent en de Grenadines namen deel aan de Olympische Zomerspelen 2024 in Parijs.

## Aantal Deelnemers
Hieronder volgt een overzicht van de atleten die zich reeds gekwalificeerd hebben voor de Olympische Zomerspelen van 2024.
| Sport    | Mannen | Vrouwen | Totaal |
| -------- | ------ | ------- | ------ |
| Atletiek | 1      | 1       | 2      |
| Zwemmen  | 1      | 1       | 2      |
| totaal   | 2      | 2       | 4      |

## Deelnemers en resultaten

### Atletiek

#### Loopnummers
Mannen
| atleet       | onderdeel | series  | series | herkansingen | herkansingen | halve finale   | halve finale   | finale         | finale         |
| atleet       | onderdeel | tijd    | rang   | tijd         | rang         | tijd           | rang           | tijd           | rang           |
| ------------ | --------- | ------- | ------ | ------------ | ------------ | -------------- | -------------- | -------------- | -------------- |
| Handal Roban | 800m      | 1.46,00 | 4      | 1.45,80      | 4            | niet geplaatst | niet geplaatst | niet geplaatst | niet geplaatst |

Vrouwen
| atlete           | onderdeel | series  | series | herkansingen | herkansingen | halve finale | halve finale | finale  | finale |
| atlete           | onderdeel | tijd    | rang   | tijd         | rang         | tijd         | rang         | tijd    | rang   |
| ---------------- | --------- | ------- | ------ | ------------ | ------------ | ------------ | ------------ | ------- | ------ |
| Shafiqua Maloney | 800m      | 1.58,23 | 3 Q    | bye          | bye          | 1.57,59 NR   | 2 Q          | 1.57,66 | 4      |

### Zwemmen
Mannen
| Atleet       | Onderdeel       | Series | Series | Halve finale   | Halve finale   | Finale         | Finale         |
| Atleet       | Onderdeel       | Tijd   | Rang   | Tijd           | Rang           | Tijd           | Rang           |
| ------------ | --------------- | ------ | ------ | -------------- | -------------- | -------------- | -------------- |
| Alex Joachim | 50 m vrije slag | 23,59  | 45     | Niet geplaatst | Niet geplaatst | Niet geplaatst | Niet geplaatst |

Vrouwen
| Atleet         | Onderdeel       | Series | Series | Halve finale   | Halve finale   | Finale         | Finale         |
| Atleet         | Onderdeel       | Tijd   | Rang   | Tijd           | Rang           | Tijd           | Rang           |
| -------------- | --------------- | ------ | ------ | -------------- | -------------- | -------------- | -------------- |
| Kennice Greene | 50 m vrije slag | 27,23  | 42     | Niet geplaatst | Niet geplaatst | Niet geplaatst | Niet geplaatst |